# آناستاسیا ریباکووا
آناستاسیا ریباکووا (بلاروسی: Настасся Аляксандраўна Рыбакова؛ زادهٔ ۲۳ آوریل ۲۰۰۰) ژیمناست ریتمیک زن اهل بلاروس است.